# Овощные культуры

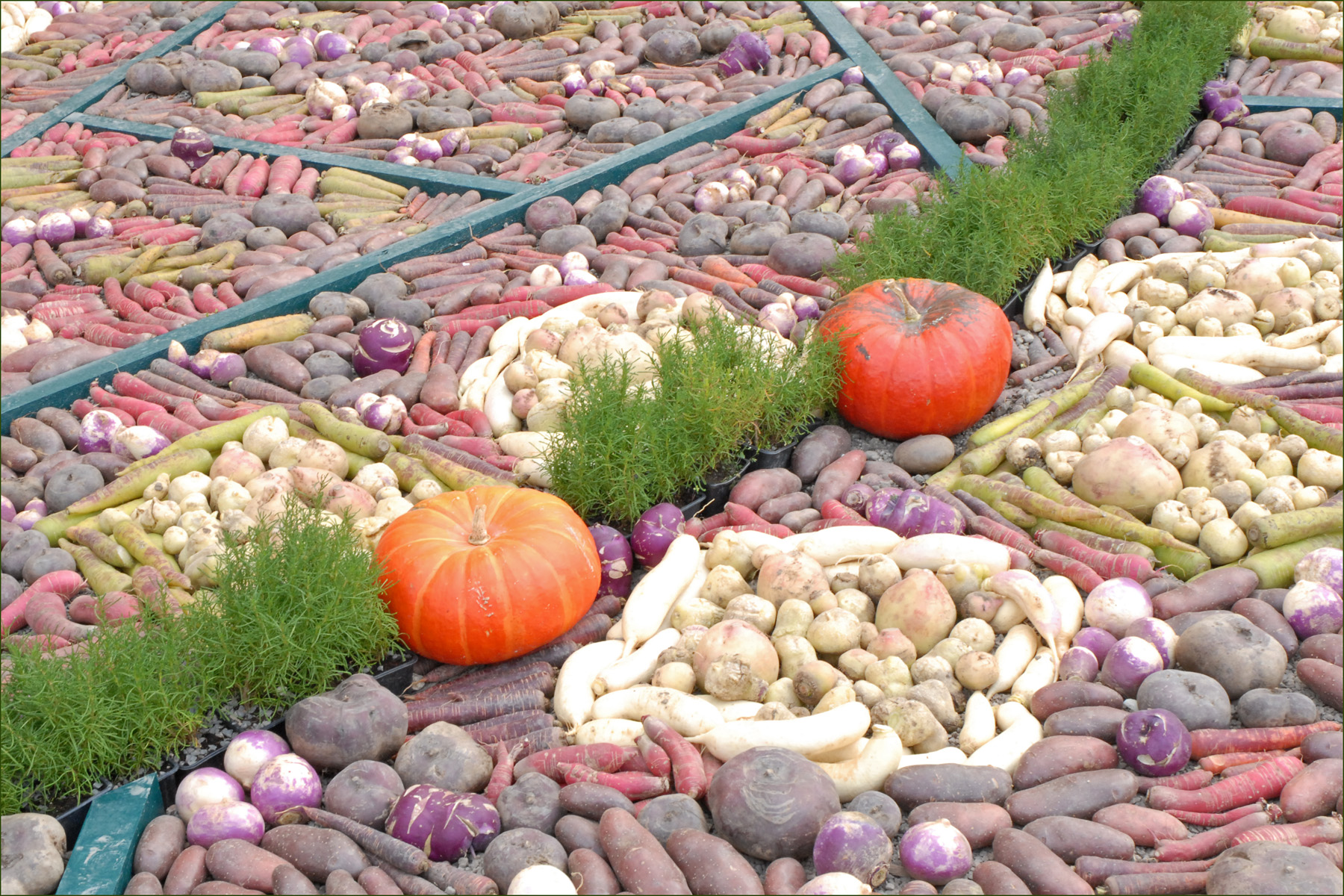

Овощные культуры — сельскохозяйственные овощные растения, выращиваемые человеком ради получения съедобных сочных продуктивных органов, объединяемых под кулинарным понятием овощи. 
Вопросами селекции, культивации и уборки овощных культур занимается специальная отрасль сельского хозяйства — овощеводство. В мировом хозяйстве существует около 120 овощных культур, 55 из которых возделываются повсеместно, включающих более 600 видов растений примерно из 80 ботанических семейств.
В зависимости от органа растения, служащего для получения овоща, овощные культуры подразделяют:
- плодоовощные культуры
- листовые овощные культуры
- луковичные культуры
- корнеплодные культуры

Иногда к овощным культурам могут относить молодые сахарную кукурузу, фасоль, горох, и некоторые другие зерновые культуры. Однако обычно в растениеводстве эти культуры рассматривают как зернобобовые или хлебо-зерновые культуры. Бахчевые культуры некоторыми источниками могут относиться к плодово-овощным культурам.
Среди овощных культур есть как однолетние, двулетние, так и многолетние растения. Для любой овощной культуры выведено множество сортов, которые широко возделываются по всему миру в промышленных масштабах, как в открытом грунте, так и в теплицах.

### Клубнеплоды
- Бата́т (лат. Ipomoea batatas) — вид клубнеплодных растений рода ипомея семейства вьюнковых — травянистая лиана с длинными (1—5 м) ползучими стеблями-плетями, укореняющимися в узлах. Высота куста 15—18 см. Ценная пищевая и кормовая культура. Название «батат» заимствовано из языка араваков.
- Карто́фель, или Паслён клубненосный (лат. Solánum tuberósum) — вид многолетних клубненосных травянистых растений из рода Паслён (Solanum) семейства Паслёновые (Solanaceae). Клубни картофеля являются важным продуктом питания, в отличие от ядовитых плодов, содержащих соланин. Клубни картофеля имеют свойство зеленеть при хранении на свету, что является индикатором повышенного содержания соланина в них. Употребление в пищу одного позеленевшего клубня вместе с кожурой может привести к серьёзному отравлению. Другим индикатором повышенного содержания яда в картофеле является горьковатый вкус.
- Топинамбу́р[1], или Топина́мбур[2], или Подсо́лнечник клубнено́сный (лат. Heliánthus tuberósus) — вид клубненосных растений рода Подсолнечник семейства Астровые. Растение известно также под названием «земляная груша» и «иерусалимский артишок»[3]. Клубни съедобны. Возделывается как ценное кормовое, техническое и продовольственное растение. В диком виде растение встречается в Северной Америке.

### Корнеплоды
- Брю́ква (лат. Brassica napobrassica) — двулетнее растение, вид рода Капуста (Brassica) семейства Капустные, дающее высокие урожаи на плодородных супесчаных и суглинистых почвах с хорошим увлажнением. Наиболее распространены сорта Красносельская и Шведская[4]. Вегетационный период — 110—120 дней. В регионах России иногда называют калега, бухва либо шведская репа. В обиходной речи в России «брюквой» нередко называют кормовую свёклу — растение совершенно иного семейства.
- Морко́вь (лат. Daucus) — род растений семейства Зонтичные — двулетнее растение (редко одно- или многолетнее), в первый год жизни образует розетку листьев и корнеплод[5], во второй год жизни — семенной куст и семена. Широко распространена, в том числе в средиземноморских странах, Африке, Австралии, Новой Зеландии и Америке (до 60 видов). Наиболее известна морковь посевная (морковь культурная, рассматривается или как самостоятельный вид Daucus sativus, или как подвид моркови дикой — Daucus carota subsp. sativus) — двулетнее растение с грубым деревянистым беловатым или оранжевым корнем. Культурная морковь подразделяется на столовую и кормовую. Соцветие — 10—15-лучевой сложный зонтик, лучи шероховато-опушённые, распростёртые во время цветения. Цветы с мелкими зубчиками чашечки и белыми, красноватыми или желтоватыми лепестками. В центре зонтика тёмно-красный цветок. Плоды — мелкие, эллиптические двусемянки длиной 3—4 мм.
- Пастерна́к (лат. Pastináca) — род двулетних и многолетних трав семейства Зонтичные, овощная культура. Обитают на долинных и горных лугах, в зарослях кустарников. Употребляют в качестве пряностей. В кулинарии в основном используется корень пастернака — его варят, запекают в духовке, используют в салатах и зимних супах.
- Петру́шка (лат. Petroselínum) — небольшой [по данным базы «The Plant List» род считается монотипным] род двулетних растений семейства Зонтичные (Apiaceae). Используют петрушку в свежем, сушёном и реже солёном виде, листья — как составную часть салатов, а листья и корнеплоды — как добавку к гарнирам и супам, особенно — к рыбным блюдам. Свежезамороженная зелень полностью сохраняет питательные и целебные свойства в течение нескольких месяцев (при правильном хранении — до года). Корнеплоды листовой петрушки (как и корневой) съедобны, но тонкие и грубые, поэтому используются редко.
- Реди́с — однолетние или двулетние растения из рода Редька семейства Капустные. Его название происходит от лат. radix — корень. Редис с точки зрения классификации — группа разновидностей вида Редька посевная (Raphanus sativus). Редис — съедобное растение и выращивается как овощ во многих странах мира. В пищу обычно употребляют корнеплоды, которые имеют диаметр от 2,5 см и покрыты тонкой кожей, окрашенной чаще в красный, розовый или бело-розовый цвет.
- Ре́дька (лат. Ráphanus) — небольшой род одно- и многолетних травянистых растений семейства Капустные (Brassicaceae). В диком виде произрастает в Европе и умеренном поясе Азии. Редька посевная (Raphanus sativus) в диком виде не встречается[6].
  - Дайко́н, или японская редька, или китайская редька — корнеплодное растение, подвид редьки посевной (Raphanus sativus) из семейства капустные (Brassicaceae). Считается, что эта разновидность редиса ещё в древности была получена японцами селекционным путём из лобы — азиатской группы сортов Редьки (Raphanus), произрастающей в Китае. Корнеплод, в отличие от редьки, не содержит горчичных масел; в отличие от редиса, обладает весьма умеренным ароматом.
  - Ло́ба, или маргеланская редька — одно- или двулетнее растение семейства Капустные. Овощная культура, относящаяся к корнеплодам. Лоба не является самостоятельным видом, а представляет собой группу сортов редьки обыкновенной.
- Ре́па (лат. Brassica rapa) — однолетнее или двулетнее травянистое растение, вид рода Капуста (Brassica) семейства Капустные (Brassicaceae), или Крестоцветные. Кормовые сорта репы называются «турнепсом».
- Свёкла (лат. Béta) — род одно-, дву- и многолетних травянистых растений семейства Амарантовые (ранее род относился к семейству Маревые). Самыми известными представителями являются: свёкла обыкновенная, сахарная свёкла, кормовая свёкла. В обиходе все они носят общее название — свёкла. В юго-западных областях России и на большей части Украины растение называют буряк или бурак (также и в Белоруссии — бел. бурак). Встречается на всех континентах кроме Антарктиды.
- Сельдере́й (лат. Apium) — род растений семейства Зонтичные (Apiaceae), овощная культура. Всего около 20 видов, распространённых почти на всех континентах, кроме Антарктиды. Все части растения добавляют в первые и вторые блюда, салаты, напитки, соусы, приправы. Корневище используют ещё и в сушёном виде. Стебли рекомендуется использовать вместо соли при заболеваниях желчного пузыря, остеопорозе, заболеваниях почек.
- Хрен (лат. Armorácia) — небольшой род многолетних травянистых растений семейства Капустные (Brassicaceae). Гликозид синигрин придаёт хрену его жгучий вкус, именно потому он является основой традиционной приправы — столового хрена.

### Капустные
- Капу́ста огоро́дная[7] (лат. Brássica olerácea) (или капуста белокочанная) — двулетнее растение, сельскохозяйственная культура; вид рода Капуста (лат. Brassica). Принадлежит к числу важнейших овощных растений. Археологические раскопки свидетельствуют о том, что капусту люди стали использовать со времён каменного и бронзового веков. Декандоль в 1822 году различал до тридцати, а сейчас насчитываются сотни сортов[7]. Капуста огородная возделывается как однолетнее растение на огородах по всему свету, за исключением крайних северных районов и пустынь. Как культурное пищевое растение распространена во всех странах с умеренным климатом. Культура капусты огородной в холодное время года или в горах возможна и в субтропиках[7].
- Капу́ста краснокоча́нная — также относится к лат. Brássica olerácea. Используется, в основном, для приготовления салатов.
- Саво́йская капу́ста (Brassica oleracea L. convar. capitata var. sabauda) — овощная культура, один из сортов вида Капуста огородная. Как и белокочанная, образует большие кочаны, но листья у неё тонкие, гофрированные.
- Брюссе́льская капу́ста (Brássica oleracea L. var. gemmifera DC. Thell.) — растение семейства капустных (крестоцветных) — Brassicaceae (Cruciferae), овощная культура. Относится к виду листовой капусты. В пищу употребляют небольшие кочанчики, образующиеся из боковых видоизмененных почек в пазухах листьев. Они обладают высокими пищевыми качествами. Кочанчики брюссельской капусты отваривают, используют для приготовления салатов, супов и мороженных овощных смесей, тушат, жарят. Целые кочанчики идут на приготовление щей, вторых блюд и гарниров к мясу, их можно также отваривать, а затем тушить с маслом, обжарить с панировочными сухарями до румяной корочки и подавать к столу со сливками или сметаной. Оригинальная форма и размер кочанчиков в сочетании с привлекательной зелёной или фиолетовой окраской позволяют использовать кочанчики брюссельской капусты для оформления праздничных блюд, а высокие вкусовые достоинства — для изысканных блюд гурманов. Её можно также сушить.
- Цветна́я капу́ста (Brassica oleracea L. var. botrytis L.) — распространённая овощная культура, один из культурных сортов вида Капуста огородная. Относится к сортовой группе botrytis, как и романеско. Цветная капуста ценится за высокие вкусовые и диетические качества. У цветной капусты в пищу употребляют отварные головки (видоизменённые соцветия), с маслом или яично-масляным соусом. Предварительно отваренные головки можно тушить или жарить с мясом, овощами, картофелем, солить, мариновать в чистом виде или в смеси с другими овощами, использовать в приготовлении домашних консервов. Молодые соцветия и утолщённые цветоносные побеги цветной капусты используются для приготовления прозрачных диетических бульонов и супов, не уступающих по питательности и вкусу, куриным бульонам и супам. Цветная капуста входит в состав замороженных овощных смесей. Свежие молодые головки употребляют в сыром виде, а также добавляют в разнообразные салаты, ими украшают мясные и овощные блюда.
- Бро́кколи (лат. Brassica oleracea или лат. Brassica silvestris) — однолетнее овощное растение семейства капустных, подвид цветной капусты. Съедобны у неё те же части. Её стебель в первый же год достигает высоты 60—90 см и на вершине образует множество суккулентных ветвей (цветоносов), оканчивающихся плотными группами мелких зелёных бутонов. Вместе они собраны в небольшую рыхлую головку, которую срезают для использования, не дожидаясь, пока бутоны разовьются в жёлтые цветки. Этот овощ богат витаминами, особенно витамином С. Родина брокколи — Малая Азия и Восточное Средиземноморье.
- Кольра́би, или капустная репа — двулетнее травянистое пищевое растение; ботаническая разновидность капусты белокочанной, относится к роду Брассика семейства капустных. Съедобная часть кольраби — стебель, который в надземной части приобретает шаровидную или реповидную форму. На вкус напоминает кочерыгу капусты, но более сочная, сладковатая, без остроты, характерной для белокочанной капусты. Является ценным диетическим продуктом, мякоть богата глюкозой, фруктозой, соединениями серы, солями калия, витаминами В1, В2, РР, аскорбиновой кислотой. По содержанию витамина С кольраби превосходит лимон и апельсин.

### Салатные
Салат, латук (лат. Lactuca sativa L.) — однолетнее либо двулетнее растение из семейства Астровые, или Сложноцветные, огородная культура. Родина растения неизвестна, но в настоящее время он повсеместно возделывается в огородах. Существует несколько разновидностей и пород салата, которые делятся на два ряда:
- листовой салат — листья не образуют кочана,
- кочанный, а также римский салат или ромен-салат; у этих разновидностей листья образуют более или менее плотный кочан, а у римского салата очень рыхлый.

Листья салата содержат очень малое количество калорий. Содержит большое количество витамина A и фолиевой кислоты.

### Пряные
- Укро́п (лат. Anethum) — монотипный род короткоживущих однолетних травянистых растений семейства Зонтичные. Единственный вид — Укро́п паху́чий, или Укроп огоро́дный (Anethum graveolens). В диком виде растения встречаются в юго-западной и центральной Азии; как огородное растение распространены повсеместно. Укроп обладает сильным пряным освежающим вкусом и запахом. Используется в свежем, сушёном или солёном виде. Для консервирования овощей, приготовления ароматного уксуса используется укроп в фазе цветения или плодоношения. Сушёный укроп употребляется в различных смесях пряностей и для приготовления блюд. Молодые листья укропа используют как вкусовую ароматическую приправу к горячим и холодным блюдам, солят и сушат впрок, а зрелую зелень и плоды — для отдушки кондитерских изделий, чая, маринадов, солений, квашеной капусты. Растение содержит фитонциды и при засолке овощей не только придаёт им специфический вкус, но и предохраняет от плесени и порчи. Эфирное масло укропа широко применяют в пищевой, консервной, ликёро-водочной и мыловаренной промышленности.
- Эстраго́н, или Полынь эстрагонная, или Тархун (лат. Artemisia dracunculus) — многолетнее травянистое растение, вид рода Полынь семейства Астровые. Распространённая пряность, используемая в солениях, при консервации, приправа к мясным блюдам. Полынь эстрагонная обладает слабопряным ароматом и острым, пряным и пикантным вкусом. Известны сорта салатного направления, распространённые в Закавказье и Средней Азии, и пряно-ароматические формы (Украина, Молдавия). Зелёная масса растения находит широкое применение в кулинарии в свежем виде в качестве пряно-ароматической приправы при засолке огурцов, помидоров, изготовлении маринадов, при квашении капусты, замачивании яблок, груш. Употребляется как пряность при приготовлении блюд из риса, отварной рыбы, майонезов, жареной дичи, баранины. Мелко нарезанные свежие листья добавляют в качестве пряности к птице, яйцам, светлым соусам, блюдам из мяса, а также ко всем видам салатов.
- Ча́бер (лат. Satureja) — однолетние растения, полукустарники или кустарники род растений семейства Яснотковые (Lamiaceae). В Болгарии это растение (болг. чубрица) является популярной приправой для блюд из овощей, мяса и рыбы, входит в рецептуру «болгарского кетчупа». С давних времён применяется как приправа в молдавской кухне, где носит название чимбру. Активно используется в армянской и узбекской кухне, где соответственно носит названия цитрон и джамбуль. Во многих национальных кухнях широко применяется для засолки и маринования овощей.
- Базили́к души́стый, или Базили́к обыкнове́нный, или Базили́к огоро́дный, или Базили́к ка́мфорный (лат. Ocimum basilicum) — вид однолетнего травянистого растения рода Базилик (Ocimum) подсемейства Котовниковые (Nepetoideae) семейства Яснотковые (Lamiaceae). Зелень базилика имеет очень приятный пряный запах душистого перца со слегка холодящим солоноватым вкусом. Данная культура — одна из древнейших пряностей национальных кухонь Закавказья и Средней Азии, где его называют рейхан, реган, реан, райхон, что означает «душистый». В Узбекистане наряду с огородным выращивают базилик зеленолистный (жамбил). Листья базилика душистого используют в качестве самостоятельной закуски и как приправу (свежие и сушёные). В Азербайджане употребляют и семена — ими ароматизируют напитки, салаты, паштеты, супы (куриные, кисломолочные, крупяные, овощные). Базилик добавляют в блюда из баранины, говядины, субпродуктов, домашней птицы, а также в фарши. Базилик душистый применяют в консервной промышленности для ароматизации маринадов и томатных соусов, а также в мясной промышленности. Он входит в состав пряных смесей, заменяющих чёрный перец, а также в специальные ароматические композиции. В маринадах и соленьях базилик используют повсюду.
- Майора́н (лат. Origanum majorana) — вид многолетних травянистых растений из рода Душица (Origanum) семейства Яснотковые. На Ближнем Востоке более известен под названием «бардакуш, мардакуш» (араб. بردقوش، مردقوش‎), где используется в качестве приправы, при этом смешивается с солью и кунжутом. В XXI веке майоран используют в основном как пряность, его добавляют к салатам, супам, рыбным и овощным блюдам в свежем или сушёном виде и при консервировании. Растение употребляют также для приготовления ликёров, наливок, пудингов, колбас, ароматизации уксуса и чая. Из надземной части цветущего растения добывают эфирное масло. Порошок из сухих листьев входит в состав перечных смесей. Майоран улучшает пищеварение, показан при метеоризме, оказывает мочегонное и седативное действие.

### Луковичные
- Лук ре́пчатый (лат. Állium cépa) — многолетнее травянистое растение, вид рода Лук (Allium) семейства Луковые (Alliaceae). В настоящее время лук репчатый является одной из важнейших овощных культур. Луковицы и листья используются как приправа в консервной промышленности, к салатам, винегретам, грибам, овощным и мясным блюдам, а также как пряно-витаминная закуска и вкусовая добавка к супам, соусам, подливкам, фаршам. Чаще всего лук употребляется в сыром виде или поджаренным на сале или растительном масле до золотистого цвета. Сырой лук отлично дополняет колбасные и мясные изделия, творог, сыры, хлеб с салом.
- Чесно́к — многолетнее[8] травянистое растение; вид рода Лук семейства Луковые (Alliaceae). Популярная овощная культура у многих народов по всему миру, так как имеет острый вкус и характерный запах, связанный с группой органических соединений-сульфидов. Широко используется в медицине благодаря противовирусному действию. Луковицы («зубчики») чеснока используют в качестве посевного материала, употребляют в пищу (в сыром или приготовленном виде, как приправу). Листья, стрелки и цветоносы также съедобны и употребляются в основном у молодых растений. Таким образом не употребляются в пищу только корни растения и тонкая защитная шелуха зубчиков. Благодаря своему острому вкусу чеснок широко используется во всём мире как приправа или ингредиент. Он является важным элементом многих блюд в различных регионах, например, в Восточной и Южной Азии, на Среднем Востоке и в Северной Африке, чеснок — непременный атрибут средиземноморской кухни. В качестве приправы используется сушёный молотый чеснок. Он бывает различных фракций: хлопья, дроблёный, измолотый в муку[9]. В свежем и консервированном виде чеснок используют в кулинарии (колбасы, соленья и так далее).

### Томатные
Тома́т (лат. Solánum lycopérsicum) — растение рода Паслён (ранее Lycopersicon esculentum в роде томат (лат. Lycopersicon)) семейства Паслёновые, одно- или многолетняя трава. Возделывается как овощная культура. Плоды томата известны под названием помидо́ры. Тип плода — ягода.
Различие между научным и бытовым (кулинарным) представлением о плодах, ягодах, фруктах, овощах в случае томата (как и некоторых других растений, например, огурцов) приводит к путанице. Помидоры — плоды томата — с точки зрения ботаники — многогнёздные синкарпные ягоды. В английском языке не существует разницы между терминами фрукт и плод. В 1893 году Верховный суд США в вердикте по процессу Никс против Хеддена единогласно признал, что при взимании таможенных сборов помидоры следует считать овощами, хотя в решении и было отмечено, что с ботанической точки зрения томаты — это фрукты). В 2001 году Евросоюз решил, что помидоры не овощи, а фрукты. В русской сельскохозяйственной литературе, как и в обиходном языке, помидоры (плоды томатов) рассматриваются как овощи.
Плоды томата употребляют в пищу свежими, варёными, жареными, консервированными, из них готовят томат-пасту, всевозможные соусы, соки, лечо.

### Тыквенные (бахчевые)
- Огуре́ц обыкнове́нный, или Огуре́ц посевно́й (лат. Cucumis sativus) — однолетнее травянистое растение семейства Тыквенные (Cucurbitaceae), вид рода Огурец (Cucumis). Огурцы богаты сложными органическими веществами, которые играют важную роль в обмене веществ. Эти вещества способствуют усвоению других продуктов питания и улучшают пищеварение. Они возбуждают аппетит. Свежий огурец эффективно повышает кислотность желудочного сока, поэтому противопоказан страдающим гастритом с повышенной кислотностью и язвенной болезнью[источник не указан 303 дня]. Содержащийся в огурцах калий улучшает работу сердца и почек.
- Ты́ква (лат. Cucurbita) — род травянистых растений семейства Тыквенные (Cucurbitaceae). Понятие «тыква» в России обычно подразумевает вид Тыква обыкновенная (Cucurbita pepo). Съедобные сорта тыквы (в отличие от декоративных) употребляются в пищу после обработки: тыква варёная, печёная и т. д. Такая тыква очень хорошо усваивается организмом и широко применяется даже для детского и диетического питания. Используется как в салатах, так и в гарнирах, а также для приготовления каши. Неразделанные тыквы долго хранятся, поэтому этот овощ используется с давних времен. Известно множество старинных блюд русской кухни, включающих тыкву. Шарль Перро в XVII веке в своей сказке «Золушка» придумал сделать карету из тыквы как из продукта, который всегда есть на кухне даже у самых бедных.
- Кабачо́к — травянистое растение рода Тыква семейства Тыквенные, разновидность тыквы обыкновенной. Плоды имеют продолговатую форму белого, зелёного или жёлтого цвета. В значительной степени удовлетворяет потребность организма в витаминах, особенно в витамине С и витаминах группы В. Молодые кабачки имеют наилучшие вкусовые качества и необыкновенно легко усваиваются. Кабачки можно добавлять в детское меню, в рацион питания больных, идущих на поправку, а также людей, страдающих от проблем с пищеварением. Благодаря лёгкой усваиваемости и низкой калорийности кабачок является одним из самых популярных овощей в диетах для похудения.
- Патиссо́н, или Тарельчатая тыква — однолетнее травянистое растение семейства Тыквенные, разновидность тыквы обыкновенной (Cucurbita pepo). В отечественной литературе научным названием таксона обычно считают Cucurbita pepo var. patisson[12]. По другим данным, научное название таксона — Cucurbita pepo var. patisoniana[13]. Патиссонами также называют овощи — съедобные плоды этого растения, которые используют таким же образом, как кабачки, в варёном и жареном виде, а также в форме консервов (маринады и соления). Культивируется по всему свету, в диком виде растение неизвестно.

### Бобовые
- Горо́х (лат. Pí́sum) — род травянистых растений семейства Бобовые. Однолетние травы со слабыми лазящими стеблями. Горох посевной (Pisum sativum) — самый известный и распространённый. Семена его (горошины) шаровидные или слегка сжатые, но не угловатые, цветки почти всегда белые, хотя бывают розовые.
- Боб садо́вый, или Боб обыкнове́нный, или Боб ру́сский, или Боб ко́нский (лат. Vícia fába) — зернобобовая культура, вид однолетних растений рода Вика (Vicia) семейства Бобовые. Выращивается как пищевая и кормовая культура. Бобы популярны в кухнях самых разных народов мира. Особенно широкое применение имеет эта культура у болгар, датчан, бельгийцев, англичан и голландцев. Садовые бобы распространены в кулинарии некоторых азиатских стран и в арабской кухне (в том числе ливанской, египетской — например, в блюде фул медамес). В Китае, Мексике (блюдо habas con chile) и Таиланде популярна закуска из зажаренных бобов (так что их твёрдая оболочка «вскрывается»), затем солят и добавляют приправы по вкусу. В кулинарии этих и других стран бобы Vicia faba часто называются «фава» (fava), конскими или хлебными (англ. bread bean) бобами.

### Зерновые
- Кукуру́за са́харная, также маис (лат. Zea mays L. ssp. mays или Zea saccharata Sturtev[14]) — единственный культурный представитель рода кукуруза (Zea L.) семейства Злаки (Poaceae). Помимо культурной кукурузы, род Zea включает четыре вида — Z. diploperennis, Z. perennis, Z. luxurians, Z. nicaraguensis — и три дикорастущих подвида Z. mays: ssp. parviglumis, ssp. mexicana и ssp. huehuetenangensis. Считается, что многие из названных таксонов играли роль в селекции культурной кукурузы в древней Мексике. Кулинарные возможности кукурузы весьма велики. Свежеубранные початки употребляют в пищу в отварном виде. Для длительного хранения их можно заморозить. Консервированные зёрна кукурузы используют для приготовления салатов, первых и вторых блюд. Кукурузная мука крупного помола идёт на приготовление каш, а тонкого — пудингов, вареников, оладий и прочей выпечки. При добавлении кукурузной муки в торты и печенье эти изделия становятся более вкусными и рассыпчатыми. Из предварительно ароматизированных и раздробленных зёрен кукурузы изготавливают кукурузные хлопья — готовый продукт питания, не требующий дополнительной кулинарной обработки. Их употребляют на гарнир, а также как самостоятельное блюдо вместе с соками, компотами, чаем, кофе, молоком и йогуртом.

### Десертные
- Артишо́к (лат. Cynara) — род растений семейства Астровые (Asteraceae). Происхождение названия объясняется от арабских слов al-khurshūf (الخرشوف), через итальянское articiocco[15]. Cynareae — от греч. κύον — собака, по сходству листков обвёртки с собачьими зубами, или от глагола греч. κνάω — царапаю; scolymus от греч. σκώλος — кол, острие. «Овощ», который употребляется в пищу, это фактически нераскрывшаяся корзинка будущего цветка, который в зрелом виде имеет сходство с чертополохом, цветущим красивым фиолетовым или синим цветом. У колючего артишока в пищу употребляют мясистые цветоложи (основания корзинок, или донышки), а у испанского — мясистые черешки прикорневых листьев. Вообще известно более 140 видов этого растения, но пищевую ценность представляют только около 40. Преимущественно готовят свежие артишоки, они могут храниться неделю, но свой аромат начинают терять сразу после срезания. Употребление артишоков разнообразно — их подают и в качестве самостоятельного блюда, и в качестве гарнира, с ним делают салаты и пиццы, также его добавляют к пастам, тушеным блюдам и пирогам. С артишоками готовят даже десерты и хлеб. Артишоки подают и в горячем и в холодном виде.
- Спа́ржа (лат. Aspáragus) — род растений семейства Спаржевые; известно до 100 видов, рассеянных по всему свету, преимущественно в сухом климате. Наиболее распространённый вид Спаржа обыкновенная (Asparagus officinalis). Одни виды спаржи — травы, другие — полукустарники, развивающие подземное корневище и надземные более или менее ветвистые стебли, у многих видов ползучие. Верхние части ростков спаржи (около 20 см) используются в кулинарии как деликатес.
- Реве́нь (лат. Rhéum) — род растений семейства Гречишные. Из срезанных листьев пластинки идут в корм свиньям или в компост, черешки же, связанные в пучки, — в продажу. Чтобы получить нежные черешки, растение несколько окучивается и окружается бездонным бочонком или горшком (английский способ): затененные черешки тянутся к свету, вытягиваются и приобретают известную нежность. Свежие черешки по удалении плотной кожицы режутся на кусочки и употребляются:

1. сваренные в сахарном сиропе, дают кисловатое, очень вкусное варенье
2. слегка подваренные в густом сахарном сиропе, высушенные и на другой день вновь погруженные в сироп дают ревенные цукаты
3. обваренные кипятком, протертые через решето и сваренные с сахаром идут в качестве начинки в сладкие пироги, напоминая вкусом яблочное пюре
4. из сока черешков приготовляют вино вроде шабли, причём сок в смеси с водой и сахаром подвергают сначала брожению, когда последнее закончится и жидкость просветлится, процеживают, отстаивают и разливают по бутылкам, в которых выдерживают по крайней мере год в подвале.